# Голден Стейт Ворріорз
«Голден Стейт Ворріорз» (англ. Golden State Warriors) — професійна баскетбольна команда, заснована у 1946, розташована в місті Сан-Франциско в штаті Каліфорнія.  Команда є членом Тихоокеанського дивізіону, Західної Конференції,  Національної баскетбольної асоціації. 
Домашнім полем для «Ворріорз» є Чейз-центр.

## Статистика

Логотип клубу у 1997—2010 роках

‘‘ В = Виграші, П = Програші, П% = Процент виграних матчів’’
| Сезон                      | В    | П    | П%   | Плейоф                                                                         | Результати                                                                                          |
| -------------------------- | ---- | ---- | ---- | ------------------------------------------------------------------------------ | --------------------------------------------------------------------------------------------------- |
| Філадельфія Ворріорз (БАА) |      |      |      |                                                                                | |
| 1946-47                    | 35   | 25   | .583 | Виграли в першому раунді Виграли в Фіналі конференції Виграли БАА Фінали       | Філадельфія 2, Сент-Луїс 1 Філадельфія 2, Нью-Йорк 0 Філадельфія 4, Чикаго 1                        |
| 1947-48                    | 27   | 21   | .563 | Виграли БАА Півфіналі Програли БАА Фінали                                      | Філадельфія 4, Сент-Луїс 3 Балтимор 4, Філадельфія 2                                                |
| 1948-49                    | 28   | 32   | .355 | Програли Конференції в півфіналі                                               | Вашингтон 2, Філадельфія 0                                                                          |
| Філадельфія Ворріорз (НБА) |      |      |      |                                                                                | |
| 1949-50                    | 26   | 42   | .382 | Програли Конференції в півфіналі                                               | Сірак’юс 2, Філадельфія 0                                                                           |
| 1950-51                    | 40   | 26   | .606 | Програли Конференції в півфіналі                                               | Сірак’юс 2, Філадельфія 0                                                                           |
| 1951-52                    | 33   | 33   | .500 | Програли Конференції в півфіналі                                               | Сірак’юс 2, Філадельфія 1                                                                           |
| 1952-53                    | 12   | 57   | .174 |                                                                                | |
| 1953-54                    | 29   | 43   | .403 |                                                                                | |
| 1954-55                    | 33   | 39   | .458 |                                                                                | |
| 1955-56                    | 45   | 27   | .625 | Виграли Фіналі конференції Виграли НБА Фінали                                  | Філадельфія 3, Сірак’юс 2 Філадельфія 4, Форт Вайн 1                                                |
| 1956-57                    | 37   | 35   | .514 | Програли Конференції в півфіналі                                               | Сірак’юс 2, Філадельфія 0                                                                           |
| 1957-58                    | 37   | 35   | .514 | Виграли Конференції в півфіналі Програли Фіналі конференції                    | Філадельфія 2, Сірак’юс 1 Бостон 4, Філадельфія 1                                                   |
| 1958-59                    | 32   | 40   | .444 |                                                                                | |
| 1959-60                    | 49   | 26   | .653 | Виграли Конференції в півфіналі Програли Фіналі конференції                    | Філадельфія 2, Сірак’юс 1 Бостон 4, Філадельфія 2                                                   |
| 1960-61                    | 46   | 33   | .582 | Програли Конференції в півфіналі                                               | Сірак’юс 3, Філадельфія 0                                                                           |
| 1961-62                    | 49   | 31   | .613 | Виграли Конференції в півфіналі Програли Фіналі конференції                    | Філадельфія 3, Сірак’юс 2 Бостон 4, Філадельфія 3                                                   |
| Сан-Франциско Ворріорз     |      |      |      |                                                                                | |
| 1962-63                    | 31   | 49   | .388 |                                                                                | |
| 1963-64                    | 48   | 32   | .600 | Виграли Фіналі конференції Програли НБА Фінали                                 | Сан-Франциско 4, Сент-Луїс 3 Бостон 4, Сан-Франциско 1                                              |
| 1964-65                    | 17   | 63   | .213 |                                                                                | |
| 1965-66                    | 35   | 45   | .438 |                                                                                | |
| 1966-67                    | 44   | 37   | .543 | Виграли Конференції в півфіналі Виграли Фіналі конференції Програли НБА Фінали | Сан-Франциско 3, Лос-Анджелес Лейкерс 0 Сан-Франциско 4, Сент-Луїс 2 Філадельфія 4, Сан-Франциско 2 |
| 1967-68                    | 43   | 39   | .524 | Виграли Конференції в півфіналі Програли Фіналі конференції                    | Сан-Франциско 4, Сент-Луїс 2 Лос-Анджелес Лейкерс 4, Сан-Франциско 0                                |
| 1968-69                    | 41   | 41   | .500 | Програли Конференції в півфіналі                                               | Лос-Анджелес Лейкерс 4, Сан-Франциско 2                                                             |
| 1969-70                    | 30   | 52   | .366 |                                                                                | |
| 1970-71                    | 41   | 41   | .500 | Програли Конференції в півфіналі                                               | Мілвокі 4, Сан-Франциско 1                                                                          |
| Голден Стейт Ворріорз      |      |      |      |                                                                                | |
| 1971-72                    | 51   | 34   | .622 | Програли Конференції в півфіналі                                               | Мілвокі 4, Голден Стейт 1                                                                           |
| 1972-73                    | 47   | 35   | .573 | Виграли Конференції в півфіналі Програли Фіналі конференції                    | Голден Стейт 4, Мілвокі 2 Лос-Анджелес Лейкерс 4, Голден Стейт 1                                    |
| 1973-74                    | 44   | 38   | .537 |                                                                                | |
| 1974-75                    | 48   | 34   | .585 | Виграли Конференції в півфіналі Виграли Фіналі конференції Виграли НБА Фінали  | Голден Стейт 4, Сієтл 2 Голден Стейт 4, Чикаго 3 Голден Стейт 4, Вашингтон 0                        |
| 1975-76                    | 59   | 23   | .720 | Виграли Конференції в півфіналі Програли Фіналі конференції                    | Голден Стейт 4, Детройт 2 Фінікс 4, Голден Стейт 3                                                  |
| 1976-77                    | 46   | 36   | .561 | Виграли Першому раунді Програли Конференції в півфіналі                        | Голден Стейт 2, Детройт 1 Лос-Анджелес Лейкерс 4, Голден Стейт 3                                    |
| 1977-78                    | 43   | 39   | .524 |                                                                                | |
| 1978-79                    | 38   | 44   | .463 |                                                                                | |
| 1979-80                    | 24   | 58   | .293 |                                                                                | |
| 1980-81                    | 39   | 43   | .476 |                                                                                | |
| 1981-82                    | 45   | 37   | .549 |                                                                                | |
| 1982-83                    | 30   | 52   | .366 |                                                                                | |
| 1983-84                    | 37   | 45   | .451 |                                                                                | |
| 1984-85                    | 22   | 60   | .268 |                                                                                | |
| 1985-86                    | 30   | 52   | .366 |                                                                                | |
| 1986-87                    | 42   | 40   | .512 | Виграли Першому раунді Програли Конференції в півфіналі                        | Голден Стейт 3, Юта 2 Лос-Анджелес Лейкерс 4, Голден Стейт 1                                        |
| 1987-88                    | 20   | 62   | .244 |                                                                                | |
| 1988-89                    | 43   | 39   | .524 | Виграли Першому раунді Програли Конференції в півфіналі                        | Голден Стейт 3, Юта 0 Фінікс 4, Голден Стейт 1                                                      |
| 1989-90                    | 37   | 45   | .451 |                                                                                | |
| 1990-91                    | 44   | 38   | .537 | Виграли Першому раунді Програли Конференції в півфіналі                        | Голден Стейт 3, Сан-Антоніо 1 Лос-Анджелес Лейкерс 4, Голден Стейт 1                                |
| 1991-92                    | 55   | 27   | .671 | Програли Першому раунді                                                        | Сієтл 3, Голден Стейт 1                                                                             |
| 1992-93                    | 34   | 48   | .415 |                                                                                | |
| 1993-94                    | 50   | 32   | .610 | Програли Першому раунді                                                        | Фінікс 3, Голден Стейт 0                                                                            |
| 1994-95                    | 26   | 56   | .317 |                                                                                | |
| 1995-96                    | 36   | 46   | .439 |                                                                                | |
| 1996-97                    | 30   | 52   | .366 |                                                                                | |
| 1997-98                    | 19   | 63   | .232 |                                                                                | |
| 1998-99                    | 21   | 29   | .420 |                                                                                | |
| 1999-2000                  | 19   | 63   | .232 |                                                                                | |
| 2000-01                    | 17   | 65   | .207 |                                                                                | |
| 2001-02                    | 21   | 61   | .256 |                                                                                | |
| 2002-03                    | 38   | 44   | .463 |                                                                                | |
| 2003-04                    | 37   | 45   | .451 |                                                                                | |
| 2004-05                    | 34   | 48   | .415 |                                                                                | |
| 2005-06                    | 34   | 48   | .415 |                                                                                | |
| 2006-07                    | 42   | 40   | .512 | Виграли Першому раунді Програли Конференції в півфіналі                        | Голден Стейт 4, Даллас 2 Юта 4, Голден Стейт 1                                                      |
| 2007-08                    | 48   | 34   | .585 |                                                                                | |
| 2008-09                    | 29   | 53   | .354 |                                                                                | |
| 2009-10                    | 26   | 56   | .317 |                                                                                | |
| 2010-11                    | 36   | 46   | .439 |                                                                                | |
| 2011-12                    | 23   | 43   | .348 |                                                                                | |
| Сума                       | 2352 | 2794 | .457 |                                                                                | |
| Плейоф                     | 104  | 121  | .462 |                                                                                | |